# West Dereham
West Dereham è un villaggio e parrocchia civile dell'Inghilterra, appartenente alla contea del Norfolk.